# 華茲塔
華茲塔（英語：Watts Towers）是美國洛杉磯華茲社區的西蒙·盧地亞州立歷史公園內17個相互連接雕塑建築。最高的塔樓高度超過99英尺（30米）。塔樓由義大利移民建築工人西蒙·盧地亞（Simon Rodia）設計和建造，建造時間從1921年到1954年，為期33年。華茲塔屬於非主流藝術、素人藝術。
華茲塔位於洛杉磯輕軌藍線第一百零三街/華茲塔站附近，位於105号州际公路旁。華茲塔在1990年被指定為國家歷史地標和加州歷史地標，也是洛杉磯歷史文化古蹟、洛杉磯國家歷史文化古蹟。